# Vaterländische Verlags- und Kunstanstalt
Die Vaterländische Verlags- und Kunstanstalt war ein Unternehmen der Berliner Stadtmission. Sie ging aus der Buchhandlung der Berliner Stadtmission hervor, die am 1. August 1883 als christliches Schriftenbüro unter dem Vereinsvorsitzenden Adolf Stoecker gegründet wurde. Zum Unternehmen gehörte eine Buchdruckerei. Inhaber der Vaterländischen Verlags- und Kunstanstalt war der Verein für Berliner Stadtmission, deren 1. Vorsitzender von 1933 bis Herbst 1939 Walter Thieme war. Das Unternehmen ging am 19. März 1938 in Konkurs.
Die verwaltungsmäßige und juristische Leitung der Berliner Stadtmission übernahm mit Wirkung vom 20. Oktober 1939 im Auftrag des Evangelischen Oberkirchenrats der Geheime Finanzrat und Regierungspräsident a. D. Max von Bahrfeldt, dem zur Zeit der Löschung der Vaterländischen Verlags- und Kunstanstalt aus dem Handelsregister im Jahre 1941 die „Aufgaben des Vorstandes und der Geschäftsführung“ oblagen.
Als die Firma im „Dritten Reich“ in Konkurs trat, wurde das Druckereigebäude verpachtet und mit den verkauften Druckmaschinen von der Scholz-Druck GmbH im selben Fabrikgebäude in Berlin-Kreuzberg weitergeführt. Das Druckereigebäude der 1941 aufgelösten Vaterländischen Verlags- und Kunstanstalt gehörte zu den Totalverlusten an Immobilien der Berliner Stadtmission im Luftkrieg über Berlin 1944.

## Geschichte
Die Vaterländische Verlags- und Kunstanstalt wurde in Berlin vom Verein für Berliner Stadtmission am 20. Juli 1903 gegründet. Sie vereinigte mit ihrer Gründung mehrere, bereits bestehende, Betriebe des gemeinnützigen Vereins Berliner Stadtmission.
Die Verlags- und Kunstanstalt war geschäftsansässig in einem Verlags- und Fabrikgebäude, das bereits am 1. Oktober 1899 vom Stadtmissions-Vorstandsmitglied Ernst Evers auf dem damaligen Zentrumgelände der Berliner Stadtmission in Berlin-Kreuzberg für die Herstellung von Publikationen in Betrieb genommen wurde.

### Anfangsjahre des Unternehmens
Zu den vom Firmenrahmen Vaterländische Verlags- und Kunstanstalt erfassten Betrieben zählten eine Verlagsbuchhandlung zur Verbreitung „guter Schriften und christlicher Literatur“, eine Anstalt für Kirchenausstattung und christliche Kunst sowie eine Druckerei für Buch-, Zeitungs- und Zeitschriftendruck, die ursprünglich zur „Vaterländischen Verlagsanstalt“ in Berlin gehörte. Die patriotische Bezeichnung „Vaterländisch“ wurde im neuen Firmennamen beibehalten. Im Berliner Adressbuch von 1904 ist das vereinigte Unternehmen der Berliner Stadtmission unter dem Firmennamen Vaterländische Verlags- und Kunstanstalt erstmals aufgeführt.

### Gliederung des Unternehmens
Das Unternehmen wurde im Laufe seiner Geschichte in unterschiedliche Betriebsteile untergliedert, die als Abteilungen mit römischen Zahlen gekennzeichnet wurden:
- Abteilung I: Buchhandlung der Berliner Stadtmission; Sortiment- und Versand-Buchhandlung; Verlagsbuchhandlung, Kalenderverlag; Zeitschriftenverlag (u. a. Herausgabe von Frohe Botschaft, die bis 1914 von Pastor Walter Michaels im Verlag von Ernst Röttger in Kassel herausgegeben wurde[9]); Anzeigenabteilung; Buchverlag der Vaterländischen Verlags- und Kunstanstalt
- Abteilung II: Kunstanstalt für Kirchenausstattungen; ursprünglich mit eigenen Werkstätten für Metallwaren, Stickerei, Schneiderei, Tischlerei und Schnitzerei;[10]
- Abteilung III: Buchdruckerei, Stereotypie, Buchbinderei; Spezialität: Werk- und Zeitschriftendruck, Massenauflagen für Kataloge und Prospekte, Illustrations-Rotationsdruck[11]
- Abteilung IV: Ernst Röttger’s Verlag, der dem gleichnamigen Verleger aus Kassel abgekauft wurde;[12] Verlagsort wurde ab 1. Mai 1914 Berlin (Kreuzberg)
- Abteilung V: Hochweg-Verlag (u. a. Herstellung der Zeitschrift Der Hochweg. Ein Monatsblatt für Leben und Wirken von Paul Le Seur[13]) und wurde im 25. Jahrgang 1938 mit dem bisherigen Verlagsnamen[14] eine Verlagsabteilung der Westdeutschen Jungmännerbund GmbH in Wuppertal-Barmen.[15]
- Die Abteilung VI entstand 1930 für den im selben Jahr am 1. März gegründeten „Verlag Die Brücke“[16]
- Als Abteilung VII wurde als „Hochweg-Buchvertrieb“ geführt und besorgte den Vertrieb der noch von der Vaterländischen Verlags- und Kunstanstalt gedruckten Werke.

Schließlich wurde der Verlag „Die Reformation“ der Vaterländischen Verlags- und Kunstanstalt zugeordnet. Dort erschien „Die Reformation“ mit dem Zusatz: „Deutsche Evangelische Kirchenzeitung für die Gemeinde“, die von Stadtmissions-Pfarrer Ernst Bunke (* 1866; † 1944) herausgegeben wurde. Der zeitweilige Mitherausgeber, der Theologe Wilhelm Philipps (* 1859; † 1933), hatte 1932 im Verlag „Die Reformation“ seine „Erinnerungen an Stoecker“ veröffentlicht und der Verlag nahm im Anhang den Beitrag „Die Familie Stoecker“ von Reinhard Mumm (* 1873; † 1932) auf.
Das Adressbuch des deutschen Buchhandels für 1932 wies für die Verlage jeweils eigene Abteilungen aus: Abt. IV Ernst Röttgers Verlag; Abt. V Hochweg-Verlag und -Buchvertrieb; Abt. VI Verlag Die Brücke und nannte als Inhaber des Unternehmens Vaterländische Verlags- und Kunstanstalt den Verein für Berliner Stadtmission sowie als Geschäftsleiter für alle Abteilungen Wilhelm Neumann und als Prokuristen Max Bartos sowie als Bevollmächtigten Ernst Zabel.
Nach der Überführung in die Rechtsform GmbH und einer Umstrukturierung gliederte sich die Vaterländische Verlags- und Kunstanstalt G.m.b.H. in folgende Abteilungen: Abt. I Sortiment; Abt. II, Kunstanstalt für Kirchenausstattungen, Abt. III Buchdruckerei, Abt. IV Verlagsabteilung: Ernst Röttgers Verlag, Hochweg-Verlag und -Buchvertrieb sowie Verlag Die Brücke, für die Wilhelm Neumann als Geschäftsführer verantwortlich war. Ab 1938 übernahm der Hochweg-Buchvertrieb den Absatz von Büchern auch in Kommission, z. B. Arthur Bachs Große Soldaten und Christen von der Zeit des Großen Kurfürsten bis in unsere Tage.

### Postkarten
Die Vaterländische Verlags- und Kunstanstalt stellte bald nach ihrer Gründung neben Büchern auch Ansichtskarten her mit der Anschrift ihres Firmensitzes in Berlin und dem urheberrechtlichen Hinweis „Nachdruck verboten“. Zu Beginn des Ersten Weltkrieges druckte die Vaterländische Verlags- und Kunstanstalt erstmals Postkarten mit 20 verschiedenen Aussprüchen des Kaisers Wilhelm II. Einer der abgedruckten Aussprüche lautete: "Diejenige Nation, die das geringste Quantum von Alkohol zu sich nimmt, die gewinnt."
In der Weimarer Republik gehörte zur Vaterländischen Verlags- und Kunstanstalt eine besondere „Abteilung Lichtbilder- und Postkartenverlag“
Anlässlich des 50-jährigen Bestehens der Berliner Stadtmission 1927 wurden Jubiläumskarten von Matthäus Schiestl mit einem Schmuckrahmen und dem Logo der gemeinnützigen Gesellschaft Für Christliche Kunst München/GFCHKM gedruckt, deren Reinerlös den Wohlfahrtseinrichtungen der Berliner Stadtmission zugutekamen. Der Schriftführer des Stadtmissionsvorstandes Pfarrer Richard Kindler (* 1874; † 1964) nutzte noch Anfang der 1930er Jahre solche Jubiläumskarten für Danksagungen, deren Text in Kursivschrift auf der Anschriftenfeldseite nachträglich in den Schmuckrahmen farbig eingedruckt und als Post-Drucksache an die Unterstützer versandt wurde.

### Leitende Mitarbeiter
Ein geistlicher Inspektor wurde Bevollmächtigter des Vorstandes gegenüber dem Unternehmen, er wurde jedoch nicht mehr selbst – wie zuvor noch Ernst Evers – mit der Geschäftsführung betraut.
Als ersten Leiter für die Vaterländische Verlags- und Kunstanstalt bestellte der Vorstand der Berliner Stadtmission den Verlagsbuchhändler Gustav Geiseler zum 1. Juli 1903. Er blieb Geschäftsführer bis zu seinem frühen Ableben am 21. März 1904. Sein Nachfolger wurde mit Wirkung vom 1. April 1904 der Jurist Friedrich Osmer, der die Position bis 1910 ausübte und sich danach mit einem „Verlag für soziale Ethik und Kunstpflege“ selbständig machte.
In der Eigenschaft als Inhaber der Vaterländischen Verlags- und Kunstanstalt berief der Vereinsvorstand der Berliner Stadtmission den Verlagsbuchhändler Wilhelm Maus als Leiter und 1911 den Buchhändler Wilhelm Neumann, der seit 1906 im Dienst des Unternehmens stand, zum Prokuristen. Der ebenfalls aus dem Ersten Weltkrieg zurückgekehrte Wilhelm Maus machte sich mit dem Kauf einer Verlagsbuchhandlung selbständig und firmierte unter „Wollermann Verlagsbuchhandlung (W. Maus), Braunschweig“. So wurde dem Buchhändler Wilhelm Neumann ab April 1919 die Geschäftsleitung des gesamten Unternehmens übertragen. Der Hauptbuchhalter Fritz Oestreich wurde 1918 mit einer alle Abteilungen umfassenden Prokura ausgestattet und er verstarb nach längerer Erkrankung 1926. Ein nachfolgender Prokurist war der Direktor der Abteilung III: Max Bartos. Er wurde zugleich wie sein ausgeschiedene Vorgänger Köhler mit der Betriebsleitung der Buchdruckerei betraut. Kaufmännischer Bevollmächtigter war Ernst Zabel. Ein langjähriger Verlagsleiter war der Verlagsbuchhändler Artur Giesemann.

### Buchdruckerei
Als Max Bartos die Buchdruckerei 1927 leitete, befanden sich im Drucksaal des Erdgeschosses des Fabrikgebäudes eine Rotationsdruckmaschine aus Frankenthal (Pfalz) und eine weitere von der Augsburger Maschinenfabrik sowie zwei andere von der Vogtländischen Maschinenfabrik aus Plauen, darunter eine Zwei-Farben-Rotationsmaschine für den Zeitungsdruck. In Reserve gehalten wurde eine ältere Druckmaschine von der Berliner Firma Hummel. Im ersten Stock des Fabrikgebäudes arbeiteten die Schnellpressen und die Tiegeldruckpressen. In einem extra Raum dieser Etage befand sich die Akzidenzsetzerei für jede zufällig vorkommende Drucksorte. Die Setzmaschinen waren im zweiten Stock aufgestellt. Dort hatten auch die Schriftsetzer (Handsatz) ihre Arbeitsplätze neben den Setzkästen mit den unterschiedlichen Schriftarten für den Werksatz, insbesondere Bücher und Zeitschriften. Alle Etagen, vom Keller bis zum Boden, waren miteinander durch einen Lastenfahrstuhl verbunden. Die Buchdruckerei verfügte insgesamt über sieben Tiegel-Druckpressen, 15 Schnellpressen, fünf Rotations-Druckmaschinen und 16 Setzmaschinen. Das Musterbuch Schriftproben der Vaterländischen Verlags- und Kunstanstalt aus der Kaiserzeit enthielt die in der Buchdruckerei verwendeten Schriften und „sonstigen Typenschätze“ sowohl zur Orientierung der Beschäftigten im Kontor als auch der Kunden. Nach dem Ersten Weltkrieg wurden von der Vaterländischen Verlags- und Kunstanstalt vielfach im Impressum die Schriftarten aufgeführt, z. B. die „Unger-Fraktur“, mit der die Reihe „Unsere Erzähler / Reihen deutscher Dichtergaben unserer Zeit“ gesetzt wurde, darunter der in dieser Reihe veröffentlichte Titel „Gottes rechte Gunst. Geschichten vom Reisen und Wandern“ von Otto Ernst. In dem anlässlich des Todes des Reichspräsidenten 1934 herausgegebenen, reich bebilderten Buch „Hindenburg im Neuen Deutschland“, das vier Jahre vor dem Konkurs des Unternehmens erstmals gedruckt wurde, hieß es nach dem Copyright-Vermerk: „Gesetzt aus der Wallau-Schrift und Tannenberg-Fraktur“. Die Buchdruckerei stellte noch kurze Zeit vor dem Konkurs 1938 für andere Verlage Bücher her und warb darin mit dem Hinweis: „Druck: Vaterländische Verlags- und Kunstanstalt G.m.b.H., Berlin SW 61“, wie bei den von der Josef Singer Verlag AG in Berlin 1937 erschienenen Büchern von Alexandre Dumas „Die drei Musketiere“ und „Zwanzig Jahre nachher“, die vom Übersetzer und Journalisten Edmund Theodor Kauer (* 1889; † 1973) ins Deutsche übertragen und von ihm mit einem Vorwort versehen wurden. Die Illustrationen stammten von Maurice Leloir (* 1853; † 1940) und wurden aus einer früheren deutschen Veröffentlichung aus dem Jahre 1884 nachgedruckt.
Die Mitarbeiterzahl hatte sich innerhalb von zwanzig Jahren um rund 100 auf 224 Frauen und Männer erhöht. Wenn die Belegschaft ihre Arbeitsstätte aufsuchte, konnten die Schriftsetzer, Korrektoren, Buchbinder und übrigen Beschäftigten unterhalb der Fensterfront der vierten Etage des Fabrikgebäudes den Wahlspruch der Vaterländischen Verlags- und Kunstanstalt lesen: SOLI DEO GLORIA (einzig zur Ehre Gottes). Er stand bereits am 1. Oktober 1899 an der Hauswand zur Hofseite dieses Gebäudes, das Ernst Evers in Betrieb genommen hatte. Dieses Motto zierte auch noch das Druckereigebäude, als es die Firma Scholz-Druck GmbH bis zur Ausbombung im Laufe des Jahres 1944 weiter nutzte. Der Verein für Berliner Stadtmission ließ nach dem Konkurs sein Mitteilungsblatt Die Stadtmission, für das Pastor Ernst Bunke (* 1866; † 1944) als der verantwortliche Redakteur im Impressum ausgewiesen war, bei Scholz Druck, Berlin SW 61 drucken.

### Kirchenzeitung „Die Reformation“
Die Vaterländischen Verlags- und Kunstanstalt stellte die kirchliche Wochenzeitung Die Reformation drucktechnisch her. Erstmals erschien Die Reformation im Verlag der Vaterländischen Verlags- und Kunstanstalt nach einem Verlagseigentumswechsel um 1906, als die Berliner Stadtmission alleinige Inhaberin wurde. Eine im Frühjahr 1936 als „Probenummer“ deklarierte Ausgabe im 30. Jahrgang trug den Untertitel „Deutsche Evangelische Kirchenzeitung für die Gemeinde“ und enthielt eine Abonnentenwerbung mit der Aufforderung „Bestellen Sie ‚Die Reformation‘ noch heute!“ In der Anzeige wurde darauf hingewiesen, dass Adolf Stoecker und später der Stadtmissions-Pastor Ernst Bunke das Gemeindeblatt mit dem Ziel herausgaben, „für Bibel und Bekenntnis zu streiten.“ Weitergeführt wurde die Berliner Kirchenzeitung nach dem Tod von Stoecker durch Wilhelm Philipps und Ernst Bunke. Die Reformation suchte im Dritten Reich in Abgrenzung von den Deutschen Christen „ihre Leser in den Gemeinden, in denen der feste Wille lebt(e), nicht vom lutherischen Bekenntnis zu weichen und das Erbe Reformation hochzuhalten“. Diese redaktionelle Linie lag ganz im Sinne der Bekennenden Kirche. So wurde in der Zeitungswerbung weiter betont wurde, dass sich die Kirchenzeitung als „Gemeindeblatt für biblische Vertiefung des Lebens in den Gemeinden“ verstand und deshalb auch als „Kampfblatt gegen die Verfälschung des Auftrages und der Gestalt der Kirche“.
Der Druck von Die Reformation erfolgte durch die Vaterländische Verlags- und Kunstanstalt GmbH in der Johanniterstraße 4/5 in Berlin-Kreuzberg. Mit Beginn des Jahres 1935 wurde jedoch eine neue Schriftleitung mit Fritz Söhlmann, einem früheren CVJM-Sekretär aus Berlin, bestellt. Neuer Herausgeber wurde der Verlag „Junge Kirche“, Göttingen. Dort hatte der Anzeigenleiter Müller seinen Arbeitsplatz. Der für die Schriftleitung verantwortliche Söhlmann wohnte zu jener Zeit in Berlin-Lichterfelde und wurde in seiner journalistischen Arbeit von einem Kreis von Pfarrern aus Brandenburg, Braunschweig, Hannover, Mecklenburg, Oldenburg, Pommern, Schleswig-Holstein und dem Freistaat Sachsen unterstützt. Die Druckerei der Vaterländischen Verlags- und Kunstanstalt förderte die Gewinnung von Abonnenten, indem sie den Bestellschein leserfreundlich zum Ausschneiden gestaltete, sodass er an die postalische Anschrift dieser Druckerei geschickt werden konnte.

### Verlagszeichen
Um 1921 verwendete der Verlag der Vaterländischen Verlags- und Kunstanstalt erstmals ein Verlagssignet. Im Jahre 1925 wurde ein weiteres Verlagszeichen für den zur Vaterländischen Verlags- und Kunstanstalt gehörenden Hochweg-Verlag gestaltet und ebenfalls auf der Innentitelseite der Bücher abgedruckt. Die Verlagssignets waren typografisch unterschiedlich gestaltet. In einem Oval stehen die Großbuchstaben V über V&K, darunter der Buchstabe A, alle für Vaterländische Verlags- & Kunst-Anstalt. Der Großbuchstabe des Vs für „Vaterländisch“ ist wie bei einem Initial verschnörkelt gestaltet und endet beim zweiten Schenkel des Vs spiralig gewunden. Bei einigen Signets der Vaterländische Verlags- und Kunstanstalt G.m.b.H. / Berlin für Bücher, die nach 1933 erschienen, ist die Innenfläche des Ovals in schwarz gedruckt, während die Abkürzungsbuchstaben sowie das Et-Zeichen in weiß gehalten sind. Das zweite Signet zeigt in einem Kreis die Kleinbuchstaben h (für „hoch“) und w (für „weg“) sowie v (für „verlag“) und – über den Kreis hinausgehend – ein, auf das h aufgesetzte, Kreuz als Symbol für den christlichen der Inhalt der Produkte des Hochweg-Verlages. Der Ernst Rötgers Verlag, Berlin nutzte für seine Veröffentlichungen die Anfangsbuchstaben ER des Verlagsgründers und setzte sie aus einer Frakturschrift in einen gestalteten Kreis. Den Druck besorgte die Vaterländische Verlags- und Kunstanstalt in Berlin zum Beispiel auf der Titelseite des Buches „Die Lobsängerin der Gnade Gottes. Das Lebensbild der Schwester Eva von Tiele-Winckler“, das der seinerzeitige Stadtmissionsinspektor Walter Thieme geschrieben hat.

### Verlagstitel und -Autoren (Auswahl)
Die Vaterländische Verlags- und Kunstanstalt veröffentlichte Bücher von Autoren, die mehrheitlich bereits zu ihren Lebzeiten angesehen waren:
- Das Leben Jesu in täglichen Andachten. Adolf Stoecker (* 1835; † nach 1909) [Auswahl der Texte und Andachten: Gräfin Clara Bernstorff, Mitarbeiterin der Stadtmission]. 1903, Volksausgabe 1906[47]
- Zionslieder. Abteilung I: Buchhandlung der Berliner Stadtmission (Bei der Arbeit und der Reise sing ich Zionslieder gern.) Bearbeitet von Richard Günzel, Organist und Musiklehrer, zusammen mit einer Stadtmissions-Kommission, 1905
- Aus der Lernstube des Lebens. Johannes Besch, Pfarrer in Gumbinnen/Ostpreußen (Hrsg.). 1911, 4. umgearbeitete und vermehrte Auflage 1924
- Serpentino, der Schlangenmensch.[48] Philipp Krämer (* 1890; † 1970), 1914
- Hindenburg. Ein Zeit- und Charakterbild. Paul Rüffer, (* 1873; † nach 1939), 1915
- Glaubenskampf und Glaubenssieg. Ernst Vits, (* 1868; † 1939), 1916
- Die Tragik in des Kaisers Leben. Gerhard Tolzien, (* 1870; † 1946), 1914 bis 1916
- Bilder aus der Reformationsgeschichte der Mark Brandenburg. Zur 400jährigen Erinnerungsfeier an Luthers reformatorisches Bekenntnis vor dem Reichstage zu Worms am 18. April 1521. Ludwig Lehmann, (* 1877; † 1947), Pfarrer in Wittenberge, 1921[49]
- Kinder- und Hausmärchen gesammelt durch die Brüder Grimm mit Federzeichnungen von Franz Stassen, 2 Bde., 1921
- Fridericus Rex.[50] Willibald Alexis (* 1798; † 1871), 1925
- Bilder aus der Kirchengeschichte der Mark Brandenburg vom Ausgang des Reformationsjahrhunderts bis zur dreihundertjährigen Reformationsfeier im Jahre 1817. Ludwig Lehmann, (* 1877; † 1947), Pfarrer in Wittenberge, 1924
- Gebundene. [Sechs Erzählungen]. Heinrich Spiero (* 1876; † 1947), 1926
- Vom Unerfüllten. Friederike Henriette Kraze (* 1870; † 1936), 1927
- Tiergeschichten.[51] Waldemar Bonsels, (* 1880; † 1952), 1928
- Unruhe.[52] Hans Friedrich Blunck (* 1888; † 1961), 1928
- Wir Frauen und die christliche Schule. Magdalene von Tiling (* 1877; † 1974), 1928
- Aus frühen Tagen. Isolde Kurz (* 1853; † 1944), 1928
- Der Nationalsozialismus. Hrsg.: Deutscher Werkmeister-Bund. – Essen; Verlag: Vaterländische Verlags- und Kunstanstalt, o. J. [ca. 1932], 16 S.[53]